# Roger Agnelli
Roger Agnelli (São Paulo, 3 de mayo de 1959-São Paulo, 19 de marzo de 2016) fue un empresario brasileño que, de 2001 a 2011, fue presidente de la compañía Vale.

## Biografía
Roger Agnelli estudió Economía por la Fundación Armando Álvares Penteado (FAAP) y desarrolló su carrera profesional en el Grupo Bradesco, donde trabajó de 1981 a 2001.

## Trayectoria
En 1998, Roger asumió la posición de director-ejecutivo del Banco Bradesco, donde permaneció hasta 2000, año en que se hizo Presidente y CEO de la Bradespar. Antes de ser escogido como director-presidente de la Vale, Roger Agnelli fue presidente del Consejo de Administración de la empresa. Él también fue miembro del consejero de administración de importantes empresas del país y en el exterior, entre ellas Petrobras, Compañía Siderúrgica Nacional (CSN), Companhia Paulista de Força e Luz (CPFL), Latasa, Suzano Petroquímica, Brasmotor, Río Grande Energía, VBC Energia S.A., Duke Energy, Spectra Energy, entre otras.

## Vale S.A.
Durante los 10 años en que Roger presidió Vale, la compañía se consolidó como la mayor productora global de mineral de hierro y la segunda mayor minera del mundo. Durante su gestión, Vale adoptó una estrategia de expansión global. Compró la minera canadiense Inco, convirtiéndose en la segunda mayor productora de níquel del mundo. Lo mismo hizo con Fosfertil, que le dio un lugar relevante en el mercado de fertilizantes. Roger Agnelli supo limitar los ciclos de la minería y aumentar la demanda china. Adoptó una política de reajustes de precios que llevó a Vale a un nuevo nivel en el mercado global de la minería. Durante la gestión de Agnelli, las acciones de la empresa registraron una revalorización del 1.583%.
En octubre de 2005, Vale obtuvo una clasificación de riesgo mejor que la de su país. Fue la primera vez que las agencias de clasificación concedían a una empresa brasileña una clasificación superior al riesgo soberano del país. Fue incluido por la revista Época como uno de los 100 brasileños más influyentes del año 2009. Y en 2012, Roger Agnelli fue elegido por la “Harvard Business Review” y el Insead como el cuarto mejor gerente (CEO) del mundo y único brasileño en el ranking. Figuró al lado de Steve Jobs, de Apple, el primero del ranking.

### Destitución
En marzo de 2011 se inició una campaña del Gobierno brasileño para que Agnelli saliera de la compañía Vale. La presidenta, Dilma Rousseff, habría enviado a Guido Mantega para convencer a Bradesco, principal socio de Vale, para aceptar su sustitución. En otro frente, el ministro Edson Lobão presionaba públicamente a la empresa para pagar cinco mil millones de reales de royalties por la explotación del suelo del país. El 14 de marzo Agnelli había enviado a Dilma una carta donde expresaba su preocupación de que la disputa de los royalties estaba envuelta en un contexto político y que habría desvío de presupuestos en el ayuntamiento de Parauapebas. Vale ya había pagado 700 millones al municipio que continuaba con pésimos indicadores, el entorno de la ciudad cercado de favelas, barrios próximos al centro tienen agoto a cielo abierto y calles sin asfalto. Con apoyo del Banco Nacional de Desarrollo Económico y Social y de la Previ que juntos detenían 60,5% de Vale, Agnelli fue sustituido, dejando la presidencia en mayo de 2011.
En diciembre de 2011, él anunció la creación de AGN Participações, una compañía de inversión enfocada en los sectores de commodities. En el inicio del mes de febrero de 2015 su nombre apareció como uno de los posibles sustitutos de Graça Foster en la presidencia de la Petrobras.

### Cronología de la compañía Vale
- 2003 Vale se hace la mayor empresa privada de América Latina.
- 2005 Vale se hace la primera empresa brasileña a obtener el investment reja. Fue la primera vez que las agencias de clasificación concedieron a una empresa brasileña una clasificación superior al riesgo soberano del país.
- 2006 Vale compra la canadiense Inco, la mayor adquisición ya hecha por una empresa de América Latina.
- 2007 Vale pasa de cuarta para segunda mayor mineradora del mundo.
- 2008 Vale es la única empresa de América Latina listada en el Carbon Disclosure Leadership Index.
- 2009 Vale lanza la piedra fundamental de los proyectos de carbón Moatize, en Mozambique, y de pelotização en Omã. Roger Agnelli es considerado uno de los 100 brasileños más influyentes del año de 2009.
- 2010 Vale lista sus acciones en la Bolsa de Valores de Hong Kong.
- 2011 En 10 años de gestión de Roger Agnelli, acciones de Vale se valoran 1.583%.

## Muerte
Agnelli murió en una caída de avión en São Paulo el día 19 de marzo de 2016. El avión modelo Comp Air 9 era propiedad de Agnelli. Además del magnate, murieron su esposa Andrea Agnelli, sus hijos João y Anna Carolina Agnelli, y sus parejas, Parris Bittencourt y la novia del hijo de Agnelli, Carolina Marques; también falleció el piloto, Paulo Roberto Bau. La aeronave despegó del Aeropuerto Campo de Marte en São Paulo a las 15h20min, con destino al Aeropuerto Santos Dumont en Río de Janeiro, cayendo tres minutos después del despegue. La familia viajaba para una boda del sobrino de Agnelli.